# R·Type
R-Type (アール・タイプ Āru Taipu?) är ett sidscrollande skjutspel i rymdmiljö, utvecklat av företaget Irem år 1987. Spelaren kontrollerar den futuristiska rymdfarkosten "Arrowhead" för att rädda mänskligheten mot den främmande rasen "Bydo", som dock senare visade sig inte enbart hade utomjordiskt ursprung. R·Type räknas som ett av de klassiska skjutspelen från arkadhallarna under 1980-talet.

### Fotnoter
1. ↑  Produce staff. ”Company Info (web archive)”. Pro-Net.co.jp. Arkiverad från originalet den 10 maj 2000. https://web.archive.org/web/20000510054117/http://www.pro-net.co.jp/company/top.html. Läst 20 oktober 2008.
2. ↑  ”This Week's Downloadable Lineup Truly Sparkles”. Nintendo of America. 2 november 2009. Arkiverad från originalet den 4 november 2009. https://web.archive.org/web/20091104013244/http://www.nintendo.com/whatsnew/detail/uKBVi6hn_qT2yeFlFBBYKa8dZJ0glUFW. Läst 3 november 2009.